# Rue Jean-Jaurès (Bois-Colombes)
Pour les articles homonymes, voir Rue Jean-Jaurès.
La rue Jean-Jaurès est une voie de communication de Bois-Colombes.

## Situation et accès
Cette rue est desservie par la gare des Vallées, côté Colombes, ou la gare de Bois-Colombes.
Orientée d'ouest en est, elle forme notamment le point de départ de l'avenue des Châtaigniers, de l'avenue de Vaudreuil et de la rue Heynen.

## Origine du nom

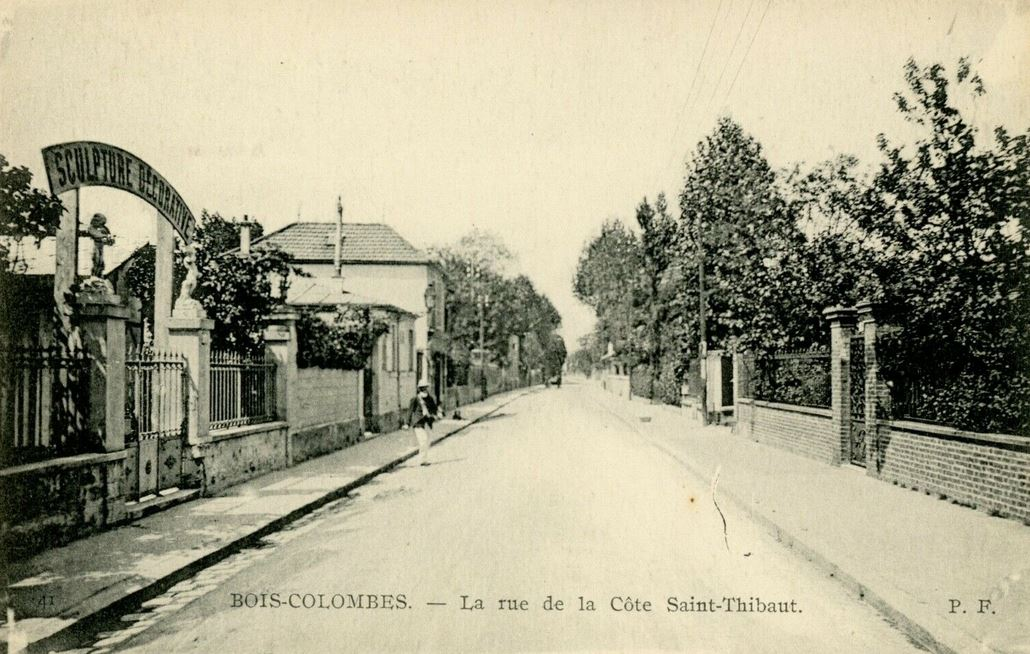
Rue de la Côte Saint-Thibaut, ancien nom de la rue Jean-Jaurès

Elle rend hommage à l'homme politique socialiste français Jean Jaurès (1859-1914).

## Historique
Cette voie s'appelait autrefois rue de la Côte-Saint-Thibault, probablement d'un lieu-dit dont la villa Saint-Thibault et le square de la Côte-Saint-Thibault, dans les environs immédiats, font encore mémoire.
C'est le 15 mars 1919 que l'ancienne « rue de la Côte Saint-Thibault » change de nom et devient la « rue Jean-Jaurès »,
La tornade du 18 juin 1897 fera des dégâts significatifs dans cette rue. Sur un rayon de cent mètres, elle a abattu des arbres, une usine et des murailles, de façon extrêmement localisée.

## Bâtiments remarquables et lieux de mémoire

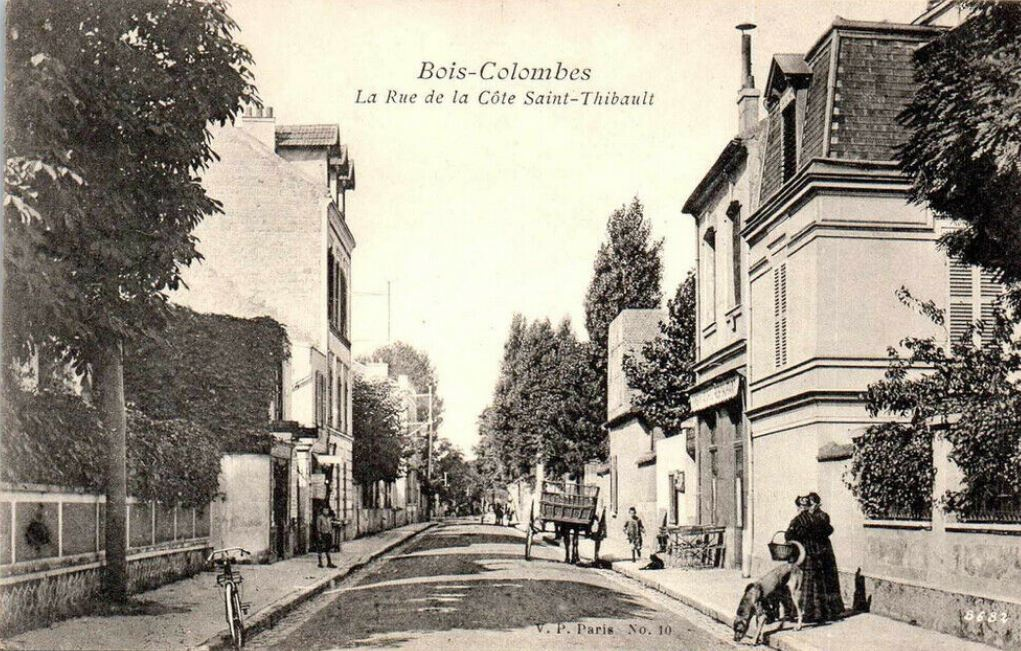
Rue de la Côte Saint-Thibault

- Coulée verte de Colombes, promenade aménagée sur des voies ferrées désaffectées.
- Ancienne ferme de la Côte Saint-Thibault[3]. Cette ferme remontant à 1878 produisait du lait de vache avec un cheptel d'environ 20 bêtes nourries sur place. Elle a fermé ses portes en 1983.
- Complexe sportif Jean-Jaurès